# Carole Dagher
Carole Dagher, née à Beyrouth en 1963, est une journaliste et écrivaine franco-libanaise de langue française.

## Biographie
Née en 1963 à Beyrouth, au Liban, Carole Dagher est diplômée en droit de l'Université Saint-Joseph de Beyrouth puis de l'Université de Nice. Elle suit ensuite une formation en journalisme aux États-Unis, à l’Université Brown.
Elle collabore avec les principaux quotidiens libanais, notamment L'Orient-Le Jour et As-Safir.
Sa carrière de journaliste la pousse vers un travail de chercheuse, notamment à l’Université de Georgetown à Washington en 1998.
Elle est attachée culturelle de l’ambassade du Liban en France de 2012 à 2017.
Elle est l'auteur d'ouvrages politiques sur le Liban et le Moyen-Orient et de romans historiques couronnés par différents prix, notamment une trilogie (Le Couvent de la Lune, Le Seigneur de la Soie, La Princesse des Batignolles) racontant la naissance du Liban moderne.

## Œuvres

### Romans
- Le Couvent de la Lune, Paris, Plon, 2002.
- Le Seigneur de la Soie, Paris, Plon, 2004.
- La Princesse des Batignolles, Paris, Éditions du Rocher, 2007.
- Le Testament secret de Moïse, Calmann-Lévy, 2011.
- L'invité des Médicis, Paris, Éditions Philippe Rey, 2020.

### Essais
- Les Paris du Général, Beyrouth, Fiches du Monde Arabe, 1992.
- Ces hommes qui font la paix, Paris, L'Harmattan, 1995.
- Bring Down the Walls: Lebanon's Postwar Challenge, New York, Palgrave Macmillan, 2000.
- Le Défi du Liban d'après-guerre, Paris, L'Harmattan, 2002.
- Réflexions libanaises, Paris, L'Harmattan, 2013.
- Passion pour une terre délaissée : Nicolas Kluiters, jésuite au Liban, Paris, Lessius, 2013.

### En collaboration et/ou direction d'ouvrage
- De la Grande guerre au Grand-Liban (1914-1920), Paris, Geuthner, 2015.
- Des liens et des lieux : mémoires libano-françaises, Paris, Geuthner, 2020.

## Prix et distinctions
- 2021 : prix Michel Tournier pour L'invité des Médicis[4].
- 2021 : médaille d’or du rayonnement culturel de l'ONG « La Renaissance Française »[2].